# Список футбольних клубів Англії
Це список футбольних команд Англії.
Нижче представлено список футбольних клубів Англії з указанням ліг і дивізіонів, у яких вони виступають. Список не є повним, у ньому представлені тільки клуби з шести вищих дивізіонів системи футбольних ліг Англії (Прем'єр-ліги, трьох дивізіонів Футбольної ліги і двох дивізіонів Конференції).
Повний список футбольних клубів Англії див. у англійському розділі.

## Згідно з дивізіонами
Див. статті про відповідній дивізіон.
- Прем'єр-ліга
- Футбольна ліга
  - Чемпіонат Футбольної Ліги
  - Ліга 1
  - Ліга 2
- Футбольна Конференція
  - Національна Конференція
  - Північна Конференція
  - Південна Конференція

## Згідно з алфавітним порядком
Дані про клуби і дивізіони, у яких вони виступають, подано згідно зі станом на початок сезону 2009/2010.

### А
| Аккрінгтон Стенлі | Друга Футбольна ліга (рівень 4) |
| Альфретон Таун    | Північна Конференція (Рівень 6) |
| Арсенал           | Прем'єр-ліга (рівень 1)         |
| Астон Вілла       | Прем'єр-ліга (рівень 1)         |

### Б
| Барнслі                  | Чемпіонат Футбольної ліги (рівень 2) |
| Барнет                   | Друга Футбольна ліга (рівень 4)      |
| Барроу                   | Національна Конференція (рівень 5)   |
| Бат Сіті                 | Південна Конференція (рівень 6)      |
| Бейсінгсток Таун         | Південна Конференція (рівень 6)      |
| Бері                     | Друга Футбольна ліга (рівень 4)      |
| Бернлі                   | Прем'єр-ліга (рівень 1)              |
| Бертон Альбіон           | Друга Футбольна ліга (рівень 4)      |
| Бірмінгем Сіті           | Прем'єр-ліга (рівень 1)              |
| Бішопс Стортфорд         | Південна Конференція (рівень 6)      |
| Блекберн Роверз          | Прем'єр-ліга (рівень 1)              |
| Блекпул                  | Чемпіонат Футбольної ліги (рівень 2) |
| Блайт Спартанс           | Північна Конференція (Рівень 6)      |
| Болтон Вондерерз         | Прем'єр-ліга (рівень 1)              |
| Борнмут                  | Друга Футбольна ліга (рівень 4)      |
| Брайтон енд Гоув Альбіон | Перша Футбольна ліга (рівень 3)      |
| Брейнтрі Таун            | Південна Конференція (рівень 6)      |
| Брентфорд                | Перша Футбольна ліга (рівень 3)      |
| Бристоль Сіті            | Чемпіонат Футбольної ліги (рівень 2) |
| Бристоль Роверз          | Перша Футбольна ліга (рівень 3)      |
| Бромлі                   | Південна Конференція (рівень 6)      |
| Бредфорд Сіті            | Друга Футбольна ліга (рівень 4)      |

### В
| Веймут                  | Південна Конференція (рівень 6)      |
| Веллінг Юнайтед         | Південна Конференція (рівень 6)      |
| Вест Бромвіч Альбіон    | Чемпіонат Футбольної ліги (рівень 2) |
| Вест Гем Юнайтед        | Прем'єр-ліга (рівень 1)              |
| Вестон-сьюпер-Мейр      | Південна Конференція (рівень 6)      |
| Віган Атлетік           | Прем'єр-ліга (рівень 1)              |
| Вікем Вондерерз         | Перша Футбольна ліга (рівень 3)      |
| Вімблдон                | Національна Конференція (Рівень 5)   |
| Вокінг                  | Південна Конференція (рівень 6)      |
| Волсолл                 | Перша Футбольна ліга (рівень 3)      |
| Воркінгтон              | Північна Конференція (рівень 6)      |
| Вотфорд                 | Чемпіонат Футбольної ліги (рівень 2) |
| Вулвергемптон Вондерерз | Прем'єр-ліга (рівень 1)              |
| Вустер Сіті             | Південна Конференція (рівень 6)      |

### Г
| Гавант енд Вотерлувілл   | Південна Конференція (рівень 6)    |
| Гаддерсфілд Таун         | Перша Футбольна ліга (рівень 3)    |
| Галл Сіті                | Прем'єр-ліга (рівень 1)            |
| Гайд Юнайтед             | Північна Конференція (рівень 6)    |
| Гаррогейт Таун           | Північна Конференція (Рівень 6)    |
| Гартлпул Юнайтед         | Перша Футбольна ліга (рівень 3)    |
| Гемптон енд Річмонд Боро | Південна Конференція (рівень 6)    |
| Гейз енд Ідінг Юнайтед   | Національна Конференція (рівень 5) |
| Герефорд Юнайтед         | Друга Футбольна ліга (рівень 4)    |
| Гейнсборо Триніті        | Північна Конференція (Рівень 6)    |
| Гейтсхед                 | Національна Конференція (рівень 5) |
| Гінклі Юнайтед           | Північна Конференція (Рівень 6)    |
| Гістон                   | Національна Конференція (рівень 5) |
| Глостер Сіті             | Північна Конференція (Рівень 6)    |
| Грейс Атлетік            | Національна Конференція (рівень 5) |
| Грімсбі Таун             | Друга Футбольна ліга (рівень 4)    |

### Д
| Дагенем енд Редбрідж | Друга Футбольна ліга (рівень 4)      |
| Дарлінгтон           | Друга Футбольна ліга (рівень 4)      |
| Дербі Каунті         | Чемпіонат Футбольної ліги (рівень 2) |
| Джиллінгем           | Перша Футбольна ліга (рівень 3)      |
| Донкастер Роверз     | Чемпіонат Футбольної ліги (рівень 2) |
| Дорчестер Таун       | Південна Конференція (рівень 6)      |
| Дройлсден            | Північна Конференція (Рівень 6)      |
| Дувр Атлетік         | Південна Конференція (рівень 6)      |

### Е
| Еббсфліт Юнайтед | Національна Конференція (рівень 5) |
| Евертон          | Прем'єр-ліга (рівень 1)            |
| Ексетер Сіті     | Перша Футбольна ліга (рівень 3)    |

### І
| Ілкестон     | Північна Конференція (Рівень 6)      |
| Іпсвіч Таун  | Чемпіонат Футбольної ліги (рівень 2) |
| Істборн Боро | Національна Конференція (рівень 5)   |
| Іствуд Таун  | Північна Конференція (Рівень 6)      |
| Істлі        | Південна Конференція (рівень 6)      |

### Й
| Йовіл Таун | Перша Футбольна ліга (рівень 3)    |
| Йорк Сіті  | Національна Конференція (рівень 5) |

### К
| Кардіфф Сіті           | Чемпіонат Футбольної ліги (рівень 2) |
| Карлайл Юнайтед        | Перша Футбольна ліга (рівень 3)      |
| Квінз Парк Рейнджерс   | Чемпіонат Футбольної ліги (рівень 2) |
| Кембридж Юнайтед       | Національна Конференція (рівень 5)   |
| Кеттерінг Таун         | Національна Конференція (рівень 5)   |
| Кіддермінстер Гарріерз | Національна Конференція (рівень 5)   |
| Ковентрі Сіті          | Чемпіонат Футбольної ліги (рівень 2) |
| Колчестер Юнайтед      | Перша Футбольна ліга (рівень 3)      |
| Корбі Таун             | Північна Конференція (Рівень 6)      |
| Крістал Пелес          | Чемпіонат Футбольної ліги (рівень 2) |
| Кроулі Таун            | Національна Конференція (рівень 5)   |
| Кру Александра         | Друга Футбольна ліга (рівень 4)      |

### Л
| Лейтон Орієнт | Перша Футбольна ліга (рівень 3)      |
| Лестер Сіті   | Чемпіонат Футбольної ліги (рівень 2) |
| Ліверпуль     | Прем'єр-ліга (рівень 1)              |
| Лідс Юнайтед  | Перша Футбольна ліга (рівень 3)      |
| Лінкольн Сіті | Друга Футбольна ліга (рівень 4)      |
| Лутон Таун    | Національна Конференція (рівень 5)   |
| Льюіс         | Південна Конференція (рівень 6)      |

### М
| Маклсфілд Таун    | Друга Футбольна ліга (рівень 4)      |
| Манчестер Сіті    | Прем'єр-ліга (рівень 1)              |
| Манчестер Юнайтед | Прем'єр-ліга (рівень 1)              |
| Менсфілд Таун     | Національна Конференція (рівень 5)   |
| Мідлсбро          | Чемпіонат Футбольної ліги (рівень 2) |
| Міллволл          | Перша Футбольна ліга (рівень 3)      |
| Мілтон Кейнс Донс | Перша Футбольна ліга (рівень 3)      |
| Моркем            | Друга Футбольна ліга (рівень 4)      |
| Мейденгед Юнайтед | Південна Конференція (рівень 6)      |

### Н
| Нортгемптон Таун | Друга Футбольна ліга (рівень 4)      |
| Нортвіч Вікторія | Північна Конференція (Рівень 6)      |
| Норвіч Сіті      | Перша Футбольна ліга (рівень 3)      |
| Ноттінгем Форест | Чемпіонат Футбольної ліги (рівень 2) |
| Ноттс Каунті     | Друга Футбольна ліга (рівень 4)      |
| Ньюкасл Юнайтед  | Чемпіонат Футбольної ліги (рівень 2) |
| Ньюпорт Каунті   | Південна Конференція (рівень 6)      |

### О
| Оксфорд Юнайтед | Національна Конференція (рівень 5) |
| Олдем Атлетік   | Перша Футбольна ліга (рівень 3)    |
| Олдершот Таун   | Друга Футбольна ліга (рівень 4)    |
| Олтрінгем       | Національна Конференція (рівень 5) |

### П
| Пітерборо Юнайтед | Чемпіонат Футбольної ліги (рівень 2) |
| Плімут Аргайл     | Чемпіонат Футбольної ліги (рівень 2) |
| Порт Вейл         | Друга Футбольна ліга (рівень 4)      |
| Портсмут          | Прем'єр-ліга (рівень 1)              |
| Престон Норт Енд  | Чемпіонат Футбольної ліги (рівень 2) |

### Р
| Рашден енд Даймондс | Національна Конференція (рівень 5)   |
| Реддітч Юнайтед     | Північна Конференція (Рівень 6)      |
| Редінг              | Чемпіонат Футбольної ліги (рівень 2) |
| Рексем              | Національна Конференція (рівень 5)   |
| Ротергем Юнайтед    | Друга Футбольна ліга (рівень 4)      |
| Рочдейл             | Друга Футбольна ліга (рівень 4)      |

### С
| Сандерленд         | Прем'єр-ліга (рівень 1)              |
| Саутгемптон        | Перша Футбольна ліга (рівень 3)      |
| Саутенд Юнайтед    | Перша Футбольна ліга (рівень 3)      |
| Саутпорт           | Північна Конференція (Рівень 6)      |
| Сент-Олбанс Сіті   | Південна Конференція (рівень 6)      |
| Сканторп Юнайтед   | Чемпіонат Футбольної ліги (рівень 2) |
| Солсбері Сіті      | Національна Конференція (рівень 5)   |
| Соліхалл Мурс      | Північна Конференція (Рівень 6)      |
| Стайнс Таун        | Південна Конференція (рівень 6)      |
| Стейлібрідж Селтік | Північна Конференція (Рівень 6)      |
| Стаффорд Рейнджерс | Північна Конференція (Рівень 6)      |
| Стівенідж          | Національна Конференція (рівень 5)   |
| Стокпорт Каунті    | Перша Футбольна ліга (рівень 3)      |
| Сток Сіті          | Прем'єр-ліга (рівень 1)              |
| Свонсі Сіті        | Чемпіонат Футбольної ліги (рівень 2) |
| Свіндон Таун       | Перша Футбольна ліга (рівень 3)      |

### Т
| Тамворт           | Національна Конференція (рівень 5) |
| Таррок            | Південна Конференція (рівень 6)    |
| Телфорд Юнайтед   | Північна Конференція (Рівень 6)    |
| Торкі Юнайтед     | Друга Футбольна ліга (рівень 4)    |
| Тоттенгем Готспур | Прем'єр-ліга (рівень 1)            |
| Транмер Роверз    | Перша Футбольна ліга (рівень 3)    |

### Ф
| Фарслі Селтік      | Північна Конференція (Рівень 6)    |
| Флітвуд Таун       | Північна Конференція (Рівень 6)    |
| Форест Грін Роверз | Національна Конференція (рівень 5) |
| Фулгем             | Прем'єр-ліга (рівень 1)            |

### Ч
| Чарльтон Атлетик | Перша Футбольна ліга (рівень 3)    |
| Челмсфорд Сіті   | Південна Конференція (рівень 6)    |
| Челсі            | Прем'єр-ліга (рівень 1)            |
| Челтнем Таун     | Друга Футбольна ліга (рівень 4)    |
| Честер Сіті      | Національна Конференція (рівень 5) |
| Честерфілд       | Друга Футбольна ліга (рівень 4)    |

### Ш
| Шеффілд Венсдей | Чемпіонат Футбольної ліги (рівень 2) |
| Шеффілд Юнайтед | Чемпіонат Футбольної ліги (рівень 2) |
| Шрусбері Таун   | Друга Футбольна ліга (рівень 4)      |